# Pseudanophthalmus robustus
Pseudanophthalmus robustus är en skalbaggsart som beskrevs av Valentine. Pseudanophthalmus robustus ingår i släktet Pseudanophthalmus och familjen jordlöpare. Inga underarter finns listade i Catalogue of Life.